# Unité internationale
En pharmacologie, l'unité internationale (UI, abréviation couramment utilisée sur les emballages et les notices des médicaments) est une unité de mesure pour la quantité d'une substance, basée sur l'activité biologique mesurée (ou son effet). L'unité internationale est utilisée pour les vitamines, hormones, beaucoup de médicaments, vaccins, produits sanguins ou autres substances actives biologiques.

## Définition
La définition précise d'une UI diffère d'une substance à l'autre et elle est établie par convention internationale. Pour définir l'UI d'une substance, le Comité de Standardisation Biologique de l'Organisation mondiale de la santé fournit une préparation de référence pour la substance, détermine arbitrairement le nombre d'UI contenues dans cette préparation et spécifie une procédure biologique pour comparer d'autres préparations à la préparation de référence. L'objectif est ici que différentes préparations, avec le même effet biologique, contiennent le même nombre d'UI.
Pour certaines substances, l'équivalent en masse d'une UI est établi ultérieurement et l'UI est alors officiellement abandonnée pour cette substance. Toutefois, l'UI demeure souvent en usage malgré tout, parce que pratique. Par exemple, la vitamine E existe sous un grand nombre de formes différentes, toutes ayant des activités biologiques différentes. Plutôt que de spécifier le type et la masse précise de vitamine E dans une préparation, pour les besoins de la pharmacologie il est suffisant de simplement spécifier le nombre d'UI de vitamine E. 

## Équivalences de l'unité internationale
Les équivalents en masse d'une UI pour des substances données sont les suivants :
- 1 UI d'insuline : l'équivalent biologique d'environ  0,0347 mg d'insuline humaine[1]
- 1 UI de vitamine A : l'équivalent biologique de 0,3 μg de rétinol ou de 0,6 μg de β-carotène
- 1 UI de vitamine C : est de 50 μg d'acide ascorbique lévogyre
- 1 UI de vitamine D : l'équivalent biologique de 0,025 μg de cholécalciférol / ergocalciférol
- 1 UI de vitamine E : l’équivalent biologique d’environ 0,667 mg de d-alpha-tocophérol   (²⁄₃ mg exactement), ou de 1 mg de dl-alpha-tocophérol acétate